# Ercole Procaccini d. Ä.
Ercole Procaccini, gen. „der Ältere“ (auch: Percaccini, Percacino, Perchacino, Precaccino; getauft am 23. Februar 1520 in Bologna; † 13. Januar 1595 in Mailand) war ein italienischer Maler des Manierismus und Begründer einer Künstlerfamilie, zu denen seine Söhne Camillo (1561–1629), Carlo Antonio (* 1571) und Giulio Cesare Procaccini (1574–1625) sowie sein Enkel Ercole Procaccini d. J. (* 1605) gehörten. Zentren seiner Aktivität waren Bologna und Parma.

## Leben
Ercole war ein Sohn von Nicolò Percacino und wurde am 23. Februar 1520 in der Kathedrale San Pietro in Bologna getauft.
Laut Giovan Paolo Lomazzo (1590, S. 393) wurde er in der Werkstatt von Prospero Fontana ausgebildet, als dessen Gehilfe er im Februar und März 1551 bei der Dekoration des Palazzo del Belvedere in Rom nachzuweisen ist. Einige Autoren vermuten, dass er auch bei der Dekoration der Villa Giulia und bei florentinischen Projekten Fontanas mitwirkte.
Im April 1555 wurde er von einem anonymen Autor eines in Bologna veröffentlichten Gedichtes (Giuoco de l’imprese del Cavalier Alessio de gl’Horatii) zu den Protagonisten der emilianischen Malerei gezählt, und in Pietro Lamos Graticola di Bologna  (ca. 1560) findet sich die erste Erwähnung eines Bildes von „Ercolo Percacino“ in der kleinen Kirche der Confraternita dei SS. Sebastiano e Rocco in Bologna, das als lobenswert (cosa lodabile) beschrieben wurde. Stilistisch stand er in der Bologneser Tradition, mit „diffusen“ Einflüssen durch Raffael und Michelangelo oder Pellegrino Tibaldi.
Aus den 1550er Jahren sind verschiedene Werke bekannt, die früher oft anderen Malern, wie Procaccinis Schüler Orazio Samacchini, zugeschrieben wurden.
Etwa ab Mitte der 1550er Jahre lebte Procaccini mit seiner Familie einige Jahre in Parma, wo seine zweite Frau Nera Sibilla am 3. März 1561 von seinem Sohn Camillo entbunden wurde, der später ebenfalls Maler wurde; aus einer ersten Ehe mit einer Ginevra hatte er bereits einen Sohn Lorenzo.
Im Dezember 1562 erhielt er das Honorar für Orgelflügel im Dom, die er mit Bildern der Hl. Caecilia und von König David ausgestattet hatte. In Parma schuf er unter anderem auch Madonnenbilder mit Heiligen für die Kirchen San Giovanni Evangelista und San Tommaso; das zweite befindet sich heute im bischöflichen Palast von Parma.
Troilo Rossi, Graf von San Secondo, schrieb am 12. Oktober 1562 einen Brief an Kardinal Ercole Gonzaga, in dem er „Messer Hercole detto il Procaccino da Bologna“ für Fresken in der Kirche San Pietro al Po in Cremona empfahl. Aus diesem Brief geht hervor, dass der Maler auch in Florenz gearbeitet hatte.
Nach seiner Rückkehr nach Bologna übernahm er mehrfach diverse Aufgaben in der Malergilde (Compagnia dei pittori), und zwar in den Jahren 1569–71, 1574, 1577, 1579 und 1585.
Aus seiner dritten Ehe mit Cecilia Cerva wurden ihm in Bologna 1571 der Sohn Carlo Antonio und 1574 Giulio Cesare geboren, die ebenfalls beide Maler wurden.
Zu seinen bekanntesten Werken gehört die Bekehrung des Hl. Paulus mit dem Stifterehepaar Cartari, die seit 1573 in der Kirche San Giacomo Maggiore in Bologna nachgewiesen ist. Eine Maria Immacolata mit Kind, die heute in der Pinacoteca nazionale di Bologna ist, trägt seine Signatur.
Zwei Altarbilder, die Ercole 1570 für Bologneser Kirchen malte, sind bedauerlicherweise durch spätere Übermalungen nur noch schwer einzuschätzen: es handelt sich um die Madonna mit den Schutzpatronen Bolognas in San Giovanni in Monte und um die Madonna mit Kind und dem kleinen Johannes d. Täufer in San Nicolò di Calcara, die er für den Apotheker Zanone Cattanei malte und die früher als verschollen galt; das letztere Bild wurde 1743 von Giacomo Franceschini, dem Sohn von Marcantonio Franceschini, „restauriert“.
Zwischen 1578 und 1581 schuf er Fresken mit dem Tod der Jungfrau Maria (Dormitio Virginis) in der großen Kapelle des Ospedale di Santa Maria della Morte; diese Fresken wurden später von Francesco Cavazzoni seinem Sohn Camillo zugeschrieben und existieren heute nicht mehr.
Ercole Procaccinis letztes erhaltenes Werk ist die Madonna mit Kind und dem Hl. Nikolaus von Bari, die er 1582 für die Kirche San Giacomo Maggiore in Bologna schuf. Für den Speisesaal des Collegio di Spagna vollendete er 1585 ein Letztes Abendmahl, das heute verloren ist.
Die Bologneser Werkstatt von Procaccini bekam ab 1580 neuen Auftrieb durch seinen Sohn Camillo, der neue Auftraggeber für sich gewinnen konnte. Andererseits bekamen sie in den 1580er Jahren massive Konkurrenz durch die neu gegründete und stilistisch viel progressivere Accademia degli Incamminati der drei Carracci. In dieser Situation ging Ercole um 1587 mit seiner ganzen Familie nach Mailand, wo Camillo in Pirro I. Visconti Borromeo einen wichtigen Mäzen gefunden hatte.
1590 wohnte Ercole mit seiner dritten Frau Cecilia Cerva und seinen Kindern Camillo, Carlo Antonio, Giulio Cesare und Ippolita sowie zwei Dienern in der Gemeinde von Sant’Eusebio in Mailand. Trotz seines hohen Alters hatte er die Malerei noch nicht aufgegeben, denn er erhielt am 24. November desselben Jahres eine Bezahlung für eine auf Kupfer gemalte Rückkehr aus Ägypten für die Kapelle der Confraternita dell’Immacolata Concezione in der Kirche San Francesco.
Nicht lange vor seinem Tod 1594 wurde er offiziell als Bürger Bolognas anerkannt.
Ercole Procaccini starb nach langer Krankheit (ex lungo morbo) am 13. Januar 1595.

## Werke
- Darstellung im Tempel, Sant’Isaia, Bologna, um 1550
- Verkündigung, San Benedetto, Bologna, um 1550
- Madonna und Kind in Glorie mit den Hl. Johannes, Lukas, Benedikt und Petrus Coelestinus, Pinacoteca nazionale di Bologna, seit 1882 im Depot in der Pinacoteca comunale di Faenza, um 1550
- Orgelflügel mit der Hl. Caecilia und König David, Dom von Parma, 1562
- Madonna mit Kind, d. Hl. Johannes d. Täufer und Papst Stephanus, San Giovanni Evangelista, Parma (früher Jan Soens zugeschrieben)
- Madonna mit Kind, den Hl. Hieronymus und Marcellinus und dem Stifter (einst in der Kirche San Tommaso, Parma), Palazzo vescovile, Parma
- Madonna mit Kind und dem kleinen Johannes d. Täufer, San Nicolò di Calcara, Bologna, 1570 (Übermalungen von Giacomo Franceschini von 1743)
- Madonna mit den Schutzpatronen Bolognas, San Giovanni in Monte, Bologna, 1570 (mit späteren Übermalungen)
- Bekehrung des Hl. Paulus, San Giacomo Maggiore, Bologna, ca. 1573
- Madonna mit Kind und vier Heiligen, Oratorium des Castello di San Martino, Soverzano, 1577
- Madonna mit Kind und dem Hl. Nikolaus von Bari, San Giacomo Maggiore, Bologna, 1582

Ohne Datum:
- Noli me tangere, Gemeindekirche, Porretta Terme
- Madonna mit Heiligen, Chiesa del Carmine, Galliera
- Madonna mit Kind, dem Hl. Bernhard und dem Erzengel Michael, Chiesa di Santa Maria Assunta e San Cristoforo, Castello a Viadana
- Beweinung Christi mit Stifter, Pinacoteca Nazionale di Bologna
- Mystisches Dilemma des Hl. Augustinus und die Hl. Trinität, Pinacoteca Nazionale di Bologna
- Maria Immacolata mit Kind, Pinacoteca Nazionale di Bologna (signiert !)
- Geburt der Jungfrau, Gemeindekirche, Quaderna (Ozzano dell’Emilia)

Es sind unter Ercole Procaccinis Namen außerdem zahlreiche Andachtsbilder mit Themen wie die Heilige Familie oder Mystische Hochzeit der Hl. Katharina erhalten, die teilweise schon von Malvasia (1678) als mittelmäßig eingestuft wurden.